# Губата котяча акула
Губата котяча акула (Aulohalaelurus) — рід акул родини Котячі акули ряду Кархариноподібні. Має 2 види.

## Опис
Загальна довжина представників цього роду коливається від 60 до 70 см. Голова товста, Морда трохи витягнута, округла. очі невеликі, «котячі», як у всіх акул цієї родини. Тулуб витягнутий. На спині є 2 однакових плавця. Хвостовий плавець скошений. Забарвлення сіре або коричнювате з плямами або цяточками по всього тілу.

## Спосіб життя
Воліють на невеликих та середніх глибин. Активні вночі. Живляться дрібною рибою, головоногими молюсками та донними ракоподібними.
Це яйцекладні акули.

## Розповсюдження
Мешкають біля узбережжя південно-західної Австралії та о.Нова Каледонія.

## Види
- Aulohalaelurus kanakorum  Séret, 1990
- Aulohalaelurus labiosus  Waite, 1905